# Stroudia corallina
Stroudia corallina är en stekelart som beskrevs av Giordani Soika 1989. Stroudia corallina ingår i släktet Stroudia och familjen Eumenidae. Inga underarter finns listade i Catalogue of Life.